# 北海道ライブ あさミミ!
『北海道ライブ あさミミ!』（ほっかいどうライブあさミミ!）は、STVラジオで2021年3月29日から放送されている生ワイド番組。

## 概要
1975年4月7日から2021年3月26日まで46年間にわたって続いた情報ワイド番組である『オハヨー!ほっかいどう』を引き継ぎ、新しく平日朝の生ワイド番組として放送開始。
この番組では、平日の朝一番に、北海道在住のリスナーに対して、知りたい情報やニュース、天気、交通情報をいち早くコンパクトに伝える。
「あさミミ!北海道ピックアップ」と「キミーのメインを取れ!」コーナーはポッドキャスト配信を行っており、「キミーのメインを取れ!」はラジオクラウドのみで配信を行う。
番組へのメッセージを募集して、毎週3人に番組ノベルティ「折りたたみ粗品コップ」プレゼントしている。

## 放送時間
| 期間                          | 放送時間 |
| ----------------------------- | --- |
| 2021年3月29日 - 2023年9月29日 | 月曜日 - 金曜日 5:30 - 8:00                                                                                   |
| 2023年10月2日 - 2025年3月28日 | 月曜日 - 金曜日 5:50 - 8:00 STVラジオにおける『上柳昌彦 あさぼらけ』のネット再開と、5時台の編成見直しに伴う。 |
| 2025年3月31日 -               | 月曜日 - 金曜日 6:00 - 8:00 『上柳昌彦 あさぼらけ』5時台フルネット開始に伴う。                                |

## パーソナリティ
現在（2025年3月31日 - ）
- 月曜 - 水曜：八幡淳・田村みなみ[5]
- 木曜・金曜：永井公彦・上田あや[5]

2021年3月29日 - 2022年3月25日
- 月曜・火曜：八幡淳・渋谷奈々子
- 水曜 - 金曜：永井公彦・上田あや

2022年3月28日 - 2023年3月31日
- 月曜 - 水曜：八幡淳・油野純帆[6]
- 木曜・金曜：永井公彦・上田あや[6]

2023年4月3日 - 2025年3月28日
- 月曜 - 水曜：八幡淳・庭野ほのか[7]
- 木曜・金曜：永井公彦・上田あや[7]

## 番組の構成
出典：
- 6:00：6時の札幌時計台の鐘・オープニング - 「全道の、そして全国の早起きの皆様、おはようございます」という挨拶は前身番組「オハヨー!ほっかいどう」からの踏襲。
- 6:04：あさミミ! ニュースアップ
- 6:19：あさミミ! スポーツアップ
- 6:27：STVラジオ天気・道路交通情報
- 6:35：あさミミ! 北海道ピックアップ
- 6:58：（金曜のみ）キミーのメインを取れ!（競馬予想コーナー）
- 7:00：7時の札幌時計台の鐘→天気・道路交通情報
- 7:03：7時のあさミミチェック!
- 7:10：お早う!ニュースネットワーク（ニッポン放送制作・『飯田浩司のOK! Cozy up!』の同名コーナーを同時ネット）
- 7:24：STVラジオ天気・道路交通情報
- 7:40：あさミミ! ニューススイッチ
- 7:47：あさミミ! きょうのひと口メモ
- 7:53：エンディング
- 8:00：8時の札幌時計台の鐘→『リクエストプラザ』へ

## 災害・有事の際の内容変更
- 2022年10月4日 - 7時22分頃、北朝鮮が発射したミサイルが日本列島を通過し、太平洋で着水。これにともない、北海道と青森に対してJ-ALERT（国民保護に関する情報）が発令された。STVでは7時28分頃、交通情報明けで速報を挿入。ネット番組を挟んで7時37分以降は番組内容を大幅に変更。あらましを八幡が伝えた後、「日本テレビからの音声をお届けします」とコメントし、日本テレビならびにSTVでも通常番組に内包する形で放送していた日テレNEWS24速報の音声を放送。7時58分に八幡が再びスタジオから放送し番組を終えた。